# Przekładnia hipoidalna

Przekładnia hipoidalna: 1- koło talerzowe, 2- zębnik

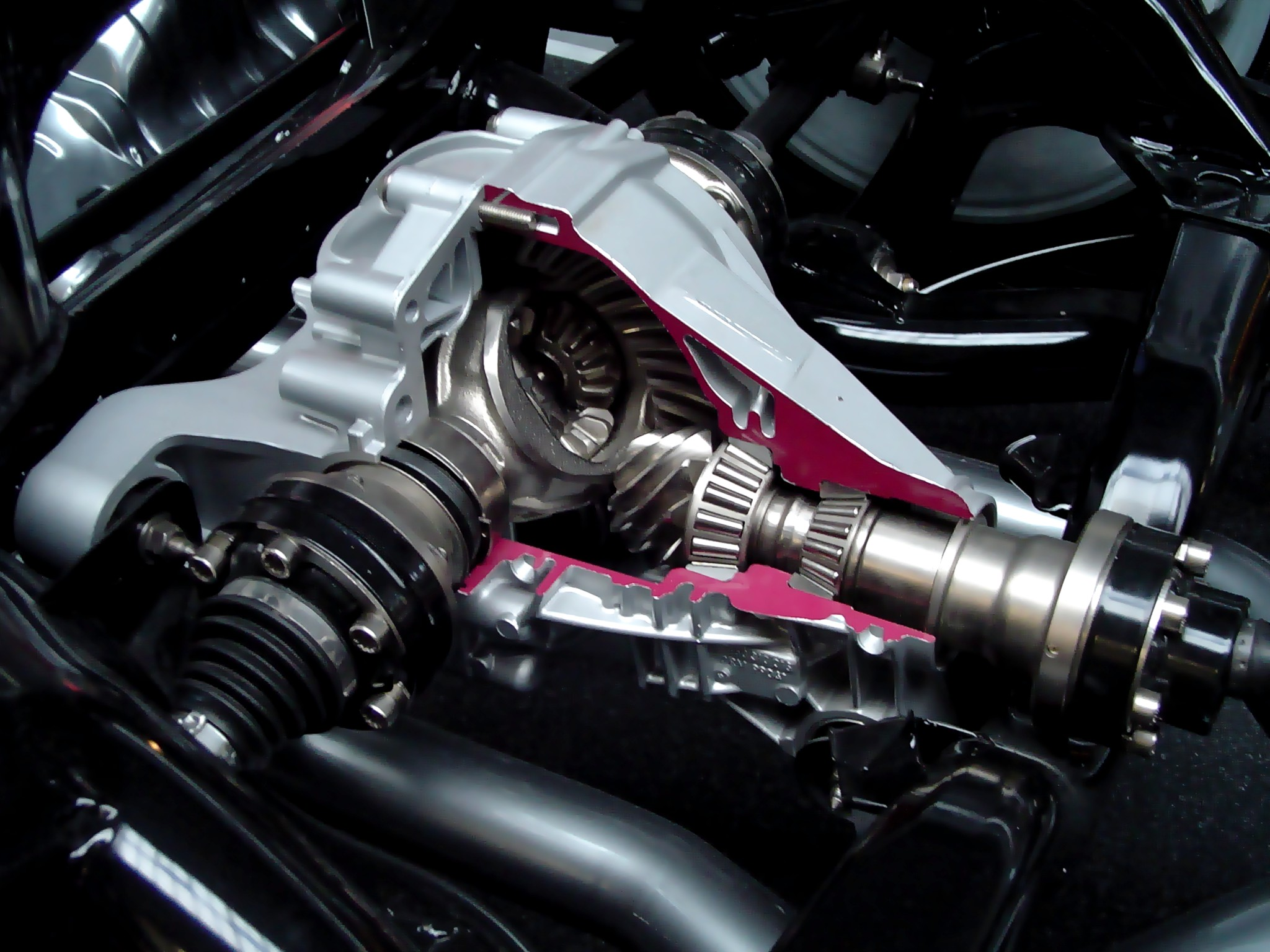
Most napędowy z przekładnią hipoidalną

Przekładnia hipoidalna – rodzaj przekładni zębatej o osiach wichrowatych i łukowej linii zęba. Przekładnia hipoidalna różni się od stożkowej poprzecznym przesunięciem osi zębnika w stosunku do osi koła talerzowego. 
Przekładnie hipoidalne są szeroko rozpowszechnione zwłaszcza w pojazdach samochodowych,  w jednostopniowych mostach napędowych. Na szerszą skalę rozpoczęto ich stosowanie w konstrukcji samochodów ok. 1936 roku, co umożliwiło obniżanie podłogi w samochodach z dominującym wówczas tylnym napędem.

## Cechy przekładni hipoidalnej
- większa obciążalność, aniżeli przekładni stożkowej o takich samych wymiarach, dzięki wydłużeniu czynnej długości zębów
- cichobieżność ze względu na występowanie poślizgu wzdłużnego zębów
- możliwość wyprowadzenia napędu na kolejne osie w układzie tandem lub tridem
- przy przesunięciu ujemnym:
  - możliwość obniżenia podłogi (samochody tylnonapędowe, autobusy niskopodłogowe)
  - korzystne warunki smarowania łożysk zębnika
- przy przesunięciu dodatnim:
  - możliwość powiększenia prześwitu (pojazdy terenowe)
  - konieczność smarowania ciśnieniowego łożysk zębnika